# Тоти Сити Дуэллерс
«Тоти Сити Дуэллерс» (англ. Toti City Dwellers Football Club) — футбольный клуб из города Лаэ, Папуа — Новая Гвинея. До января 2018 года назывался «Лаэ Сити Дуэллерс» (англ. Lae City Dwellers Football Club). В Лиге чемпионов ОФК клуб выступает под старым названием.
Команда основана в 2014 году. В 2015 году выиграла чемпионат Папуа — Новой Гвинеи, в финале плей-офф одержав победу над клубом «Маданг» со счётом 5:1. В 2016 году клуб дебютировал в Лиге чемпионов ОФК. В сезоне 2015/16 команда завоевала второй титул, обыграв в финале «Хекари Юнайтед» со счётом 2:0 благодаря дублю Рэймонда Гунембы. 
Финальный матч плей-офф сезона 2017 года был отменён Федерацией футбола по финансовым причинам. «Лаэ Сити» объявлен чемпионом как победитель групповой стадии турнира.

## Достижения
- Чемпионат Папуа — Новой Гвинеи по футболу
  - Чемпион — 2015, 2015/16, 2017, 2018
  - Серебро — 2014